# Théodore Teichmann
Jean Théodore Frédéric Teichmann, ook Théodore Teichman, (Venlo, 3 augustus 1788 – Antwerpen, 4 juni 1867) was een Belgisch senator, volksvertegenwoordiger, gouverneur en minister.

## Levensloop
Hij was een zoon van de Duitser Georges Teichman uit Stuttgart, die op jonge leeftijd stierf door verdrinking, en van de Zwitserse Elisabeth Enderlin de Montswyck. Hij trouwde in 1814 met Jeanne Cooppal (overleden in 1816) en in tweede huwelijk met Marie-Antoinette Cooppal (1799-1867), twee dochters van de directeur van de buskruitfabriek in Wetteren, Pieter Frans Cooppal. Marie-Antoinette Cooppal stond bekend als weldoenster in Antwerpen, maar stond tevens aan het hoofd van de buskruitfabriek in Wetteren.
Hij deed ingenieursstudies (1806-1808) aan de École Polytechnique en aan de École des Ponts et Chaussées in Parijs.
Hij werd achtereenvolgens inspecteur van de werken in de haven van Antwerpen (1812), inspecteur openbare werken in het Verenigd Koninkrijk der Nederlanden (1814), directeur van de haven van Antwerpen (1816), hoofdingenieur bij de Waterstaat (1817-1830) en algemeen inspecteur van openbare werken (1830-1845).
Hij sloot zich in 1830 aan bij de Belgische Revolutie en van augustus tot november 1831 was hij interim-minister van Binnenlandse Zaken in de eerste regering van Felix de Mûelenaere. Hij werd interim-gouverneur van de provincie Antwerpen in 1833-1834 en gouverneur van 1845 tot 1862. In 1832 werd hij verkozen tot onafhankelijk volksvertegenwoordiger voor het arrondissement Brussel en vervulde dit mandaat tot in 1835. In 1847 werd hij verkozen tot onafhankelijk senator voor het arrondissement Antwerpen. Begin 1848 sloot hij zich aan bij de katholieke partij, maar in juni nam hij ontslag als gevolg van de wet op de onverenigbaarheden.
Hij had vier dochters uit zijn tweede huwelijk, met name Jenny Teichmann (1819-1897), Constance Teichmann (1824-1896), die een cultureel en artistiek mecenas werd, Marie Teichmann (1829-1900) en Elisabeth Teichmann (Betsy) (1821-1900), die trouwde met ingenieur Alphonse Belpaire. Ze waren de ouders van Marie-Elisabeth Belpaire.